# 恩多拉 (盧旺達)
2°36′12″S 29°50′1″E / 2.60333°S 29.83361°E
恩多拉（Ndora），是盧旺達的城鎮，位於該國南部，由南部省負責管轄，是吉薩加拉縣的首府，面積61平方公里，海拔高度1,684米，2012年人口23,813，人口密度每平方公里390人。